# جامعة إيداهو
جامعة أيداهو [[إنج|University of Idaho]] هي جامعة عامة في موسكو، أيداهو، كانت جامعة أيداهو هي الجامعة الوحيدة في الولاية لمدة 71 عامًا، حتى عام 1963م، وقد اعتمدت كلية الحقوق التابعة لها، والتي تأسست في عام 1909م، لأول مرة من قبل نقابة المحامين الأمريكية في عام 1925.
تشكلت من قبل الهيئة التشريعية الإقليمية في 30 يناير 1889م، فتحت الجامعة أبوابها في عام 1892 بتاريخ 3 أكتوبر، مع عدد أولي مكون من 40 طالبا. احتوت أول دفعة تخرج عام 1896 على رجلين وامرأتين. ويبلغ عدد الطلاب المسجلين فيها 12000 طالب، مع أكثر من 11000 طالب في حرم موسكو. تقدم الجامعة 142 برنامجا علميا، من المحاسبة إلى موارد الحياة البرية، بما في ذلك شهادات البكالوريوس والماجستير والدكتوراه والمتخصصين. وتقدم شهادات التخرج في 30 مجالا دراسيا. بنسبة 25٪ و 53٪، ومعدلات تخرج 4 و 6 سنوات  كانت هي أعلى من أي جامعة عامة في ولاية ايداهو، وتولد 74 ٪ من جميع الأموال البحثية في الدولة، مع نفقات بحوث من 100 مليون دولار في عام 2010 وحده.
كجامعة نالت منحة حكومية تسمى منحة الأرض والبحوث الأولية في الدولة، لديها أكبر حرم جامعي في الدولة على 1,585 أكر (6.4 كـم2)، في التلال في منطقة بالوس على ارتفاع 2,600 قدم (790 م) فوق مستوى سطح البحر. الجامعة هي موطن لفاندالز إيداهو، الذي يتنافس في رابطة الألعاب الرياضية الجامعية القسم الأول. بالإضافة إلى الحرم الجامعي الرئيسي في موسكو، يوجد في جامعة إيداهو فروع جامعية في كويور داليني وبويس وتوين فولس وإيداهو فولس. كما تدير حديقة بحثية في بوست فولز وعشرات من مكاتب الإرشاد على مستوى الولاية.

## الحرم الجامعي

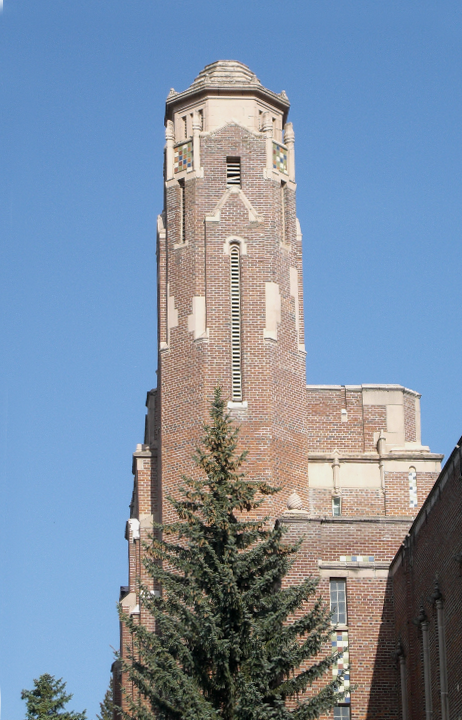
برج ميموريال جيم (1928)

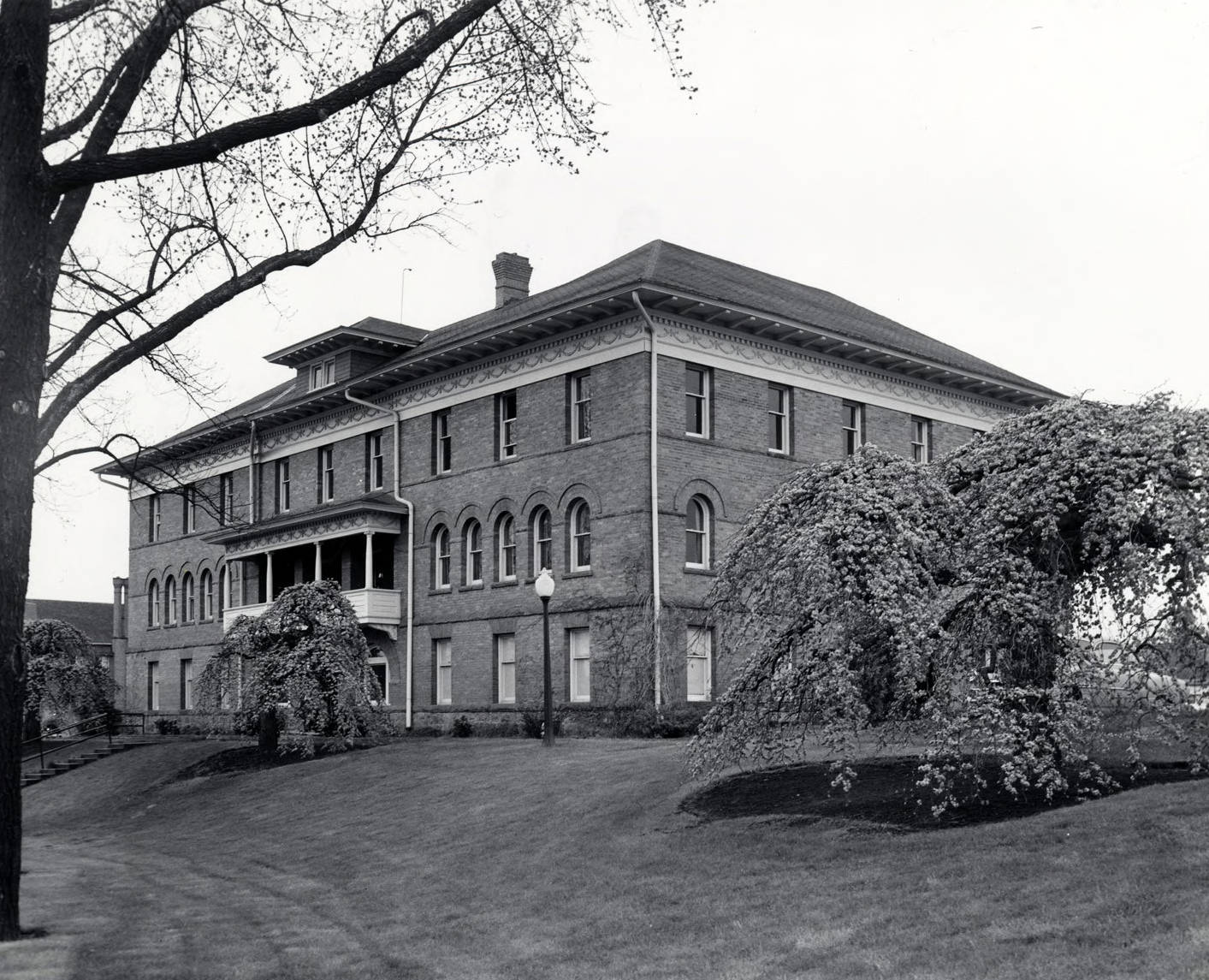
قاعة ريدينبوغ في عام 1980

المجلس اليوناني متعدد الثقافات 
| - جاما ألفا أوميغا - لامدا ثيتا ألفا - لامدا ثيتا فاي | - أوميغا دلتا فاي - كابا دلتا تشي - سيجما لامدا بيتا - سيجما لامدا جاما |

## أنشطة
| - جمعية الطلاب المنتسبون جامعة ولاية ايداهو - مركز العمل التطوعي والعمل الاجتماعي - مجموعات كورالي - فرقة موسيقية - رقص - دراما - نادي البيئة - فيلم - الاخويات والجمعيات النسائية - رابطة طلاب الدراسات العليا والمهنية - هوكي الجليد للرجال - فرقة موسيقى الجاز - لاكروس كلوب - نادي لوجير الرياضي - مجلة الشرود الأدبية - مسيرة الفرقة | - الفرق الموسيقية - المسرح الموسيقي - دار الأوبرا - قبل الطبيب البيطري النادي - كويدتش كلوب - محطة راديو - روديو كلوب - نوادي الركبي الرياضية (رجال ونساء) - نادي كرة القدم (رجال ونساء) - الأنشطة الطلابية والقيادة وبرامج التطوع - صحيفة الطالب - أوركسترا سيمفوني - تقنية - محطة تلفاز - مخرب الجمعة - نادي راديو الهواة - نادي كرة الماء |

## التصنيف والاعتراف
- صنفت جامعة أيداهو في المرتبة 21 من أفضل الجامعات في الولايات المتحدة.[11]
- صنيفت الجامعة على أنها ضمن «جامعات الدكتوراه: نشاط بحث عالٍ» من قبل تصنيف كارنيجي لمؤسسات التعليم العالي.[12]
- حصلت جامعة أيداهو على تقدير في قائمة كولج إكسبرس للجامعات التي تحمل عنوان «اختيار الخبراء: الجمهور العام» أسفل الجامعات مثل جامعة ولاية بنسلفانيا وجامعة واشنطن وجامعة كاليفورنيا في ديفيس.[13]
- وضعها تصنيف يو إس نيوز آند وورلد ريبورت في المرتبة 87 من بين أفضل الجامعات الحكومية في البلاد وتحتل المرتبة 165 بين أفضل الجامعات الوطنية في تقريرها لعام 2019.[14]
- ضمنت جامعة أيداهو في طبعة عام 2011 من «أفضل 373 كلية» برينستون ريفيو وقائمة 2008 لأفضل 100 قيمة في كيبلنجر في الكليات العامة. صنفت مجلة برينستون ريفيو، وأصبحت واحدة من أفضل 286 كلية مسؤولة بيئيًا في البلاد.[15]
- صنفت جامعة أيداهو في قائمة أفضل 30 جامعة في البلاد على أنها «جامعة عظيمة تضرب الكتب والخلفيات» من قبل مجلة أوت سايد. [15]
- أنشئ إيداهو قيم، أول خيول مستنسخة في العالم (بغل)، من قبل باحثين في جامعة إيداهو وجامعة ولاية يوتا.
- تقدم درجة الدكتوراه الأولى في التدريب الرياضي. [15]
- صنفت من قِبل المؤسسة للخدمة الوطنية والمجتمعية في القائمة الفخرية للخدمة المجتمعية لرئيس التعليم العالي لعام 2010 لجهود الخدمة المثالية - تطوع أكثر من 3800 طالب لأكثر من 150,000 ساعة للتعلم المجتمعي والخدمي. هذه هي السنة الخامسة على التوالي التي حصلت فيها أيداهو على أعلى تقدير فيدرالي لالتزامها بتعلم الخدمة والمشاركة المدنية. [15]